# Jean-Louis Giraud-Soulavie
Abbé Jean-Louis Giraud-Soulavie, auch Giraud Soulavie, (* 8. Juli 1751 in Largentière; † 11. März 1813 in Paris) war ein französischer Diplomat, Historiker, Geograf und Geologe.

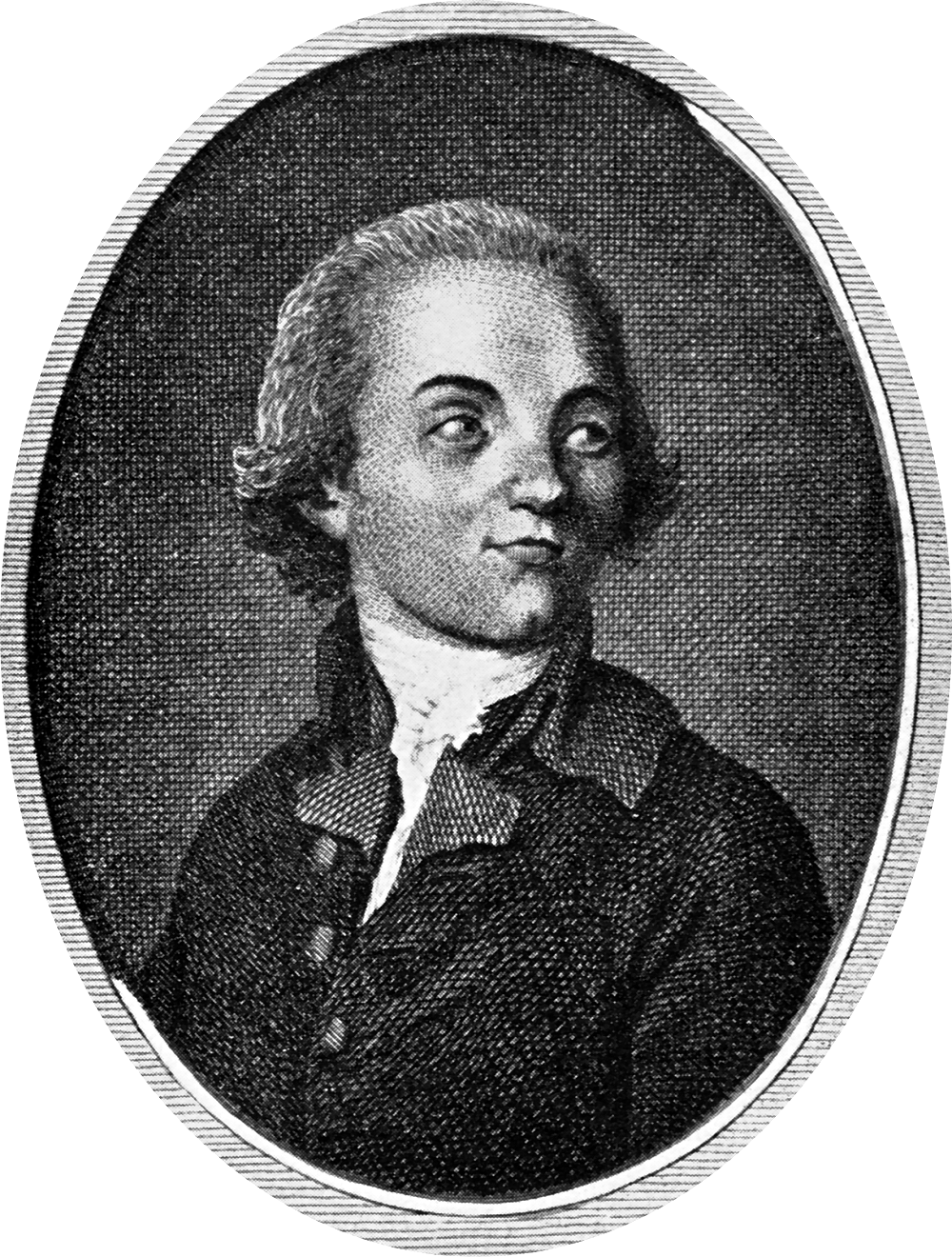
Giraud-Soulavie 1792

## Leben
Giraud-Soulavie stammte aus einer Familie des ländlichen Bürgertums aus Antraigues. Er besuchte das Collège Saint-Nicolas in Avignon und von 1771 bis zur Ordinierung 1776 das Priesterseminar. Danach war er Vikar in Antraigues. Er interessierte sich für Naturgeschichte und veröffentlichte in den Jahren 1780 bis 1784 sein unvollendet gebliebenes Hauptwerk, eine Naturgeschichte Südfrankreichs in 8 Bänden. Es beruht vor allem auf eigenen Beobachtungen im Département Ardèche (dem damaligen Vivarais) und machte ihn zu einem Pionier der Geologie und physischen Geographie. In ihm finden sich grundlegende Ideen wie die Datierung durch Leitfossilien und damit der Stratigraphie, aktualistische Vorstellungen (wie Erosion von Flusstälern) und kontinuierliche Schichtabfolgen als Bild der Erdgeschichte und Vegetationsstufen. Da dies Vorstellungen der Bibel zuwiderlief, sah er sich heftigen Angriffen in den 1780er Jahren durch den Abbé Barruel ausgesetzt. Er hatte aber die Rückendeckung des Erzbischofs von Narbonne, der auch seinen Aufenthalt in Pariser Salons duldete, 1787 einen Kuraufenthalt in der Normandie ermöglichte (nötig nicht zuletzt wegen der Heftigkeit der Auseinandersetzung mit Barruel) und seine weitere Karriere förderte. Im Jahr 1788 wurde er Generalvikar von Châlons-sur-Marne (ohne dort hinzuziehen). Ab Mitte der 1780er Jahre verlor er sein Interesse für Naturgeschichte und wandte sich der Zeitgeschichte zu. Schon zuvor war er ein eifriger Manuskript- und Briefmarkensammler. In den Jahren 1789 bis 1792 veröffentlichte er weiter und dann wieder ab 1799 vor allem Memoirenliteratur des 18. Jahrhunderts, teilweise authentisch, teilweise wie damals üblich mit eigenen Zusätzen, also aus heutiger Sicht Fälschungen (zum Beispiel in den Memoiren des Marschalls von Richelieu und von Maurepas). Im Jahr 1789 schloss er sich den Ideen der Französischen Revolution an, gab sein Priesteramt auf und heiratete drei Jahre danach. Außerdem veröffentlichte er politische Artikel in Zeitschriften. Er ging im Jahr 1793 in den diplomatischen Dienst und wurde von Juni 1793 bis September 1794 Botschafter Frankreichs in Genf. Dort unterstützte er die lokalen Revolutionäre, die den Anschluss an Frankreich fordern, was zu einem diplomatischen Eklat führte (der Genfer Botschafter beschwerte sich in Paris). Nach der Absetzung von Robespierre war er als dessen Anhänger ein Jahr im Gefängnis. Danach bemühte er sich wieder um Anstellung im diplomatischen Dienst, was aber nicht erfolgreich war. Er hinterließ ein beträchtliches Vermögen, dessen Herkunft unklar ist, und versöhnte sich zuletzt mit der Kirche (und mit Abbé Barruel) und bedauerte öffentlich seine, wie er es nunmehr sah, „Irrungen“ gegen die katholische Kirche in seinen Büchern.
Giraud-Soulavie war einer der wenigen, die in Frankreich die Ursache für die deutliche Abkühlung von 1783 (siehe Winter 1783/84) in der Spalteneruption des Laki auf Island erkannten.
In den Memoiren von Richelieu schob er auch seine Überlegungen zur Identität des Mannes mit der Eisernen Maske ein. Deutsch in der Thalia von 1790 veröffentlicht. Er war Anhänger der Hypothese, es wäre der Zwillingsbruder von Ludwig XIV. gewesen.
Aufgrund seines naturhistorischen Werks wurde er Mitglied der Académie des inscriptions et belles-lettres in Paris, der Russischen Akademie der Wissenschaften und der von Hessen-Kassel.

## Schriften
Werke zur Naturgeschichte:
- Histoire naturelle de la France méridionale. 7 Bände. J.F. Quillau, Mérigot l’aîné, Belin 1780–1784.
- Chronologie physique des éruptions des volcans éteints de la France méridionale: depuis celles qui avoisinent la formation de la terre, jusques à celles qui sont décrites dans l’histoire. Quillau, 1781.
- Neuere Beobachtungen über die Vulkane Italiens und am Rhein in Briefen von Sir Wilhelm Hamilton … nebst merkwürdigen Bemerkungen des Abts Giraud Soulavie. Frankfurt / Leipzig 1789.

Historische Werke:
- (Herausgabe mit Jean-Benjamin de Laborde): Correspondance du cardinal de Tencin, ministre d’État, et de Madame de Tencin sa sœur, avec le duc de Richelieu, sur les intrigues de la Cour de France depuis 1742 jusqu’en 1757, et surtout pendant la faveur des dames de Mailly, de Vintimille, de Lauraguais, de Châteauroux et de Pompadour. Paris 1790.
- Histoire de la convocation et des élections aux États-Généraux en 1789, pour servir de préliminaire à l’histoire de la révolution. Lavillette, Paris 1790; Neuauflage 1791.
- Mémoires historiques et politiques du règne de Louis XVI depuis son mariage jusqu’à sa mort. 6 Bände. Treuttel et Würtz, 1801.
- Mémoires historiques et anecdotes de la cour de France pendant la faveur de la marquise de Pompadour. Arthus-Bertrand, 1802.
- Histoire de la décadence de la monarchie française […]. 1803, 3 Bände plus Atlas-Band
- La Chronique scandaleuse de Philippe duc d’Orléans. Léopold Collin, Paris 1809.